# Bat mitzva
Bat mitzva, budets dotter, kallas det högtidliga firandet av en judisk flicka som uppnår sin religiösa myndighetsålder, det vill säga vid 12 års ålder. Detta sker ett år tidigare än pojkar (se bar mitzva), på grund av att flickor i allmänhet mognar tidigare än pojkar. Ordet bat mitzva kan även syfta på flickan själv, alternativt på tillfället då flickan uppnår denna ålder.
Bat mitzva sker automatiskt. Uppmärksammandet av detta inträde i den judiska vuxenvärlden kan ske på olika sätt. Traditionellt uppmärksammas det i synagogan eller vid en festlighet. I traditionella synagogor läser Bat Mitzva-flickan ett utdrag ur Torah, ofta de tio budorden, på hebreiska. Det är dessutom brukligt att hon håller en dvar torah, ett anförande/diskussion kring veckans lästa Torah-avsnitt. I konservativa och reformsynagogor uppmanas de istället att sjunga Haftara eller läsa ur Torah. Pojkarnas motsvarighet kallas bar mitzva.